# Themus sikkimensis
Themus (Themus) sikkimensis – gatunek chrząszcza wielożernego z rodziny omomiłkowatych.
Gatunek ten został opisany w 1911 roku przez Maurice'a Pica jako Cantharis sikkimensis. G.C. Champion w 1926 roku włączył doń w randze odmiany gatunek opisany przez Pica jako Cantharis semistrangulata, ale Walter Wittmer wyniósł go w swojej rewizji rodzaju z 1983 roku z powrotem do rangi gatunku.
Samiec odznacza się czułkami z przysadzistym członem nasadowym i podłużnym rowkiem na członach od szóstego do jedenastego oraz odnóżami przednimi o silnie zakrzywionych do wewnątrz goleniach. Podobnie jak u innych przedstawicieli podrodzaju brak u niego dziurek na pokrywach. Narządy rozrodcze samca odznaczają się szerokim wyrostkiem brzusznym o dwubocznie ściętym wierzchołku oraz szerokimi, złączonymi laterophyses skierowanymi ku wierzchołkowej krawędzi szeroko trapezowatej płytki grzbietowej.
Owad znany z Tybetu, Nepalu, Bhutanu oraz północnoindyjskich: Kumaonu (w stanie Uttarakhand), Bengalu Zachodniego, Sikkimu i Asamu